# Messreihe
Eine Messreihe ist die wiederholte Messung einer physikalischen Größe mit gleichbleibenden Messaufbau, wobei alle übrigen relevanten Parameter unverändert bleiben, bzw. mitgemessen werden, um ihren Einfluss auf das Ergebnis kontrollieren zu können 
Beispiele:
- Bei einer Messreihe zur Bestimmung der Aktivität eines Enzyms wird die Substratkonzentration in definierten Zeitintervallen erhöht (siehe Enzymkinetik)
- Bei der Beobachtung eines neu erschienenen Kometen wird sein Ort unter den Sternen mehrmals wöchentlich eingemessen und daraus eine exakte Bahnbestimmung im Raum abgeleitet.

Sonderfälle:

Zeitreihen: Bei manchen Messreihen variieren die äußeren Umstände – z. B. mit der Zeit – sodass sich dadurch (und nicht über den Parameter) die Messwerte ändern.
Beispiele: Temperaturkurve eines Tages, präzise Vermessungsdaten in der Geodäsie.

## Planung
- Festlegen der Bedingungen, die konstant gehalten werden müssen, um die einzelnen Ergebnisse nicht unvorhergesehen zu beeinflussen.
- Festlegen von Startpunkt und Endpunkt derjenigen Größe, die variiert werden soll.
- Festlegen der Art und Weise der Veränderung dieser Größe (z. B. lineare Erhöhung um den gleichen Betrag oder exponentielle Erhöhung durch Verdopplung, siehe Wachstum)
- Festlegen der Messmethode und Art der Registrierung (visuelles Ablesen, elektronisches Zählen etc.)
- Festlegen, wie oft eine Messreihe wiederholt wird, um statistische Fehler auszuschalten oder bestimmen zu können.
- Ausschalten systematischer Fehler (z. B. Verhindern von unkontrolliertem Wärmeaustausch durch Isolation, wenn Temperaturänderungen gemessen werden sollen)

## Darstellung der Messergebnisse
Eine Messreihe wird in der Regel grafisch dargestellt (Daneben gibt es auch eine akustische Umsetzung z. B. in der Neurophysiologie oder bei Messung von Radioaktivität). Dabei ergeben sich diskrete Messpunkte in einem zweidimensionalen Koordinatensystem.
Werden gleichzeitig zwei Parameter beobachtet, ergeben sich dreidimensionale Koordinatensysteme. Werden noch mehr Größen berücksichtigt, werden auch andere Darstellungsweisen (Polygonzüge) genutzt.
Zur besseren Veranschaulichung werden diese Messpunkte durch Linien miteinander verbunden oder durch Ausgleichslinien miteinander in Beziehung gesetzt. Dabei muss aber beachtet werden, dass zwischen den Messpunkten das Verhalten des Systems nicht bekannt ist. Die Linie ist also nur eine Interpolation und damit schon eine Interpretation.

## Auswertung
1. Durch Fehlerrechnung werden die Ergebnisse der wiederholten Messreihen statistisch gefiltert, so dass „Ausreißer“ eliminiert und Mittelwert und Streuung berechnet werden können.
2. Wenn möglich, wird die so gewonnene Messkurve zur Erstellung eines mathematischen Modells herangezogen.
3. Die Auswertung kann zur Planung neuer Messreihen führen oder zur Wiederholung der Messreihe, wenn Fehler entdeckt wurden oder die Genauigkeit nicht genügte.